# Murder Princess
Murder Princess (マーダー•プリンセス Mādā Purinsesu, tạm dịch: Công chúa sát thủ) là một bộ manga dài hai tập do Inui Sekihiko sáng tác được đăng trên tạp chí Dengeki Teioh và Dengeki Daioh từ năm 2005 đến 2007. Một bộ OVA sáu tập do hãng Marvelous Entertainment và Bee Train sản xuất dựa trên bộ manga này. Anime được chính thức công chiếu và kết thúc vào năm 2007.

## Cốt truyện
Câu truyện bắt đầu vào ngày 4 tháng Phỉ Thúy, năm 672 kỷ Shandina khi Tiến sĩ Akamashi, nguyên nhà khoa học làm việc cho chính quyền đã phát động một cuộc đảo chính giết chết quốc vương Xenos Forland tại vương quốc Forland. Trước lúc lâm chung vì trọng thương, nhà vua xứ này đã gửi công chúa Alita tới tìm hoàng tử Kaito, người đang dẫn đầu một phái đoàn ngoại giao và hộ tống quân sự ở nước ngoài trở về kế thừa ngôi báu, dẹp loạn phiến quân và trị vì vương quốc. Công chúa trốn khỏi lâu đài và chạy đến một khu rừng nằm trên biên giới của vương quốc. 
Trên đường chạy trốn, công chúa đã bị té xuống vực và va phải Falis, một nữ thợ săn tiền thưởng nổi tiếng. Trong lúc cận kề cái chết cả hai đã vô tình bị hoán đổi thân xác cho nhau. Sau khi Falis kết liễu con quái thú gác rừng, Alita thỉnh cầu nữ thợ săn tiền thưởng (lúc này đang dùng thân xác công chúa) quay lại thành chiến đấu bảo vệ vương quốc Forland với cơ thể và linh hồn của chính cô ra làm vật thế chấp. Falis đồng ý và kể từ đó hai người bắt đầu dấn thân vào cuộc hành trình đầy thử thách với trọng trách bảo vệ vương quốc Forland và chiến đấu chống lại các thế lực hắc ám.

## Anime
Một bộ OVA dài sáu tập được Marvelous Entertainment sản xuất và hãng phim Bee Train Production Inc thực hiện vào năm 2007. Đây là sản phẩm đầu tiên do Bee Train sản xuất từ năm 1999 mà không do người sáng lập công ty, Giám đốc điều hành kiêm trưởng phòng nhân sự Mashimo Koichi làm đạo diễn. Mashimo đảm nhận vai trò nhân viên lập kế hoạch. Loạt phim do Urahata Tatsuhiko viết kịch bản. Giám đốc nhân sự của Bee Train Kurokawa Tomoyuki làm Tổng Giám đốc kiêm đạo diễn hoạt họa cùng sự trợ giúp của các đạo diễn khác như Kawatsura Shinya và Kado Tomoaki. Giám đốc nghệ thuật của Production AI Umino Yoshimi và Watanabe Shin là Giám đốc nghệ thuật chính cho các đoạn phim, trong khi Yamashita Yoshimitsu phụ trách thiết kế nhân vật, phần âm nhạc do Fukuda Yasufumi sáng tác.

## Nhân vật

### Chính diện
Alita Forland (アリタ‧フォーランド Arita Fōrando) trong cơ thể Milano (ミラノ Mirano)
Lồng tiếng bởi: Romi Park (tiếng Nhật), Monica Rial (tiếng Việt)
Là người con thứ hai của đức vua Forland. Ngay từ khi cuộc đảo chính của Akamashi bắt đầu diễn ra, mở đầu bằng cái chết của đức vua Forland. Trước khi băng hà, ông căn dặn Alita hãy băng qua rừng Ereru - đi qua ranh giới của vương quốc, để dòng máu hoàng tộc cuối cùng còn được sống sót. Nghe lời cha, Alita đã chạy trốn khỏi lâu đài cùng với 2 người lính hộ vệ. Tại khu rừng Ereru đầy nguy hiểm, cô đã gặp con quái vật gác rừng - Chitabagu. Quá kinh hãi, công chúa cố gắng chạy khỏi nó và vô tình chạy đến vách núi, ngay tại đó, cô đã gặp Falis và cũng vô tình rớt khỏi vách núi kéo theo Falis cùng xuống. Khi tưởng chừng cái chết đã cận kề, linh hồn của Alita và Falis đã hoán đổi cho nhau. Chứng kiến được khả năng của Falis và đồng đội của cô, Alita đã thỏa thuận với họ hãy cứu vương quốc Forland và lấy chính thân mình làm vật thế chấp. Sau đó, cô trở về vương quốc và giả danh Milano (tên người hầu gái cũ và cũng là bạn thân từ nhỏ đã bị giết chết trong cuộc đảo chính), phục vụ cho Falis - với danh phận hiện giờ là công chúa Forland cho tới lúc người anh trai Kaito trở về nối ngôi.
Falis (ファリス Farisu) trong cơ thể Alita (アリタ Arita)
Lồng tiếng bởi: Ami Koshimizu (tiếng Nhật), Colleen Clinkenbeard (tiếng Việt)
Là một thợ săn tiền thưởng khét tiếng, Falis và 2 người bạn đồng hành của cô là Dominikov và Pete Armstrong tạo thành một đội săn tiền thưởng mạnh nhất đất nước thậm chí họ đã từng giết chết một con rồng. Trong một lần săn quái vật lĩnh thưởng ở rừng Ereru gần biên giới vương quốc Forland, cô đã gặp công chúa Alita đang chạy trốn và vô tình hoán đổi thân xác với Alita. Sau đó, cô đã chấp nhận thỏa thuận bảo vệ vương quốc Forland của Alita với phần thưởng là bất kì điều gì cô muốn. Khi chiến đấu, Falis dùng kết hợp một thanh đoản kiếm và thanh katana, một kỷ vật do người cha để lại tên Himetsuru (姫鶴, ひめつる nghĩa là Sếu Chúa) (thanh katana này có hình thù y hệt thanh kiếm Nhật có thực cùng tên tương truyền rất được lãnh chúa Uesugi Kenshin thời Chiến Quốc ưa thích và luôn mang theo khi chinh chiến). Trải qua những gian khổ trong quá khứ, Falis đã trở nên mạnh mẽ, kiên cường và hơi chút bốc đồng nhưng cô còn được biết đến là người trầm ngâm, chín chắn với đồng cảm hiếm khi nhìn thấy. Vào lúc đầu, Falis cứ nghĩ Alita là một cô công chúa yếu đuối và ngu ngốc đến mức chẳng tự làm được gì. Nhưng về sau thì cô đã thay đổi suy nghĩ khi nhìn thấy ý chí mạnh mẽ và lòng can đảm của Alita đã thúc đẩy cô giữ vững lời hứa của mình là tiếp tục làm công chúa vương quốc Forland. Falis có mối quan hệ lâu bền với Alita, do đó mà cô vẫn trung thành ngay cả sau khi phát hiện ra sự thật về bí mật hoàng tộc Forland của Alita và rất mực bảo vệ cô công chúa đáng thương này, không ngần ngại tấn công bất kỳ đối thủ nào đe dọa đến tính mạng Alita. Sau khi ngăn chặn thành công việc kích hoạch Teoria, Falis dẫn dắt quân đội hoàng gia Forland đích thân chinh chiến với các nước lân bang mang đến nỗi sợ hãi cho quân đội các vương triều, cùng với thanh katana danh bất hư truyền cùng khả năng chiến đấu bất khả chiến bại mà họ gọi cô là "Murder Princess" (Công Chúa Sát Thủ).
Dominikov (ドミニコフ Dominikofu)
Lồng tiếng bởi: Kazuki Yao (tiếng Nhật), Chuck Huber (tiếng Việt)
Là đồng đội của Falis, Dominikov cũng là một kẻ săn tiền thưởng với đặc điểm dễ nhận dạng là trang phục đầu lâu cùng chiều cao rất khiêm tốn (như một đứa trẻ lên 6) và kho kiến thức vô cùng phong phú. Trong manga, Dominikov được giới thiệu là thần chết (Shinigami trong tiếng Nhật), còn trong anime lại là một dạng robot sinh học. Vũ khí thường sử dụng là một lưỡi hái dài và chiếc môtô bánh lửa.
Pete Armstrong (ピート‧アームストロング Piito Amusutorongu)
Lồng tiếng bởi: Akimitsu Takase (tiếng Nhật), Ben Phillips (tiếng Việt)
Là đồng đội của Falis, Pete có ưu thế nổi trội là sức mạnh cơ bắp và tấm lòng nhân hậu bên dưới lớp da màu tím. Tuy khá chậm chạp và khù khờ, nhưng Pete lại có tấm lòng quan tâm đến mọi người xung quanh (đặc biệt là công chúa Alita).
Jodo Entolasia (ジョドォ‧エントラシア Jodō Entorashia)
Lồng tiếng bởi: Takkou Ishimori (tiếng Nhật), R. Bruce Elliott (tiếng Việt)
Vốn là quản gia của Hoàng tộc, Jodo thể hiện mình là người rất nghiêm khắc, suy nghĩ sâu rộng ngay từ tập đầu của anime nhưng bản chất, ông lại rất đỗi tình cảm và dễ chịu. Ông là người đã dạy các lễ nghi của một công chúa cho Falis lúc là công chúa.
Milano Entolasia (ミラノ‧エントラシア Mirano Entorashia)
Lồng tiếng bởi: Mayuko Takahashi (tiếng Nhật), Brittney Karbowski (tiếng Việt)
Là hầu gái riêng và là người bạn thân thân thiết của công chúa từ nhỏ. Do đó, đối với Alita, cô chiếm một vị trí rất quan trọng và ngược lại, tình cảm của cô đối với Alita cũng thế. Ngoài ra, Milano còn là cháu gái của Jodo. Khi cuộc đảo chính của Akamashi diễn ra, để giúp kéo dài thời gian cho việc tẩu thoát của công chúa, Milano đã cải trang thành Alita và chết trong cuộc đảo chính ấy. Sau này, Alita đã lấy danh tính của Milano và tiếp tục công việc hầu gái của cô như muốn tưởng nhớ bạn của mình. Cũng chính Milano đã tặng Alita con mèo bằng sứ.

### Phản diện
Dr. Akamashi (アカマシ)
Lồng tiếng bởi: Hiroshi Tsuchida (tiếng Nhật), Mark Stoddard (tiếng Việt)
Vốn dĩ là một nhà bác học điên, hắn làm việc cho hoàng tộc và là người chế tạo ra các công nghệ tiên tiến cho vương quốc nhưng tham vọng của con người thường rất lớn, Akamashi cũng không ngoại lệ. Hắn muốn chiếm giữ tiềm năng năng lượng quan trọng của Forland. Sau này, trong cuộc chiến với mụ phù thủy Cecilia để bảo vệ Teoria, Akamashi đã hi sinh.
Ana (アナ)
Lồng tiếng bởi: Chiwa Saito (tiếng Nhật), Carrie Savage (tiếng Việt)
Là một trong 2 robot vệ sĩ quan trọng của Akamashi, Ana được ông chế tạo dưới hình hài của một cô bé con. Mang dáng vẻ tinh nghịch, láu lỉnh, Ana rất thích hạ nhục đối thủ của mình. Vũ khí của cô thường dùng là bàn tay dao găm, tên lửa,..v..v... Ana thường được tiến sĩ Akamashi dùng để truyền đạt lời nói của mình. Ana được xem là người chị trong cặp song sinh robot.
Yuna (ユナ)
Lồng tiếng bởi: Chiwa Saito (tiếng Nhật), Carrie Savage (tiếng Việt)
Cũng là một trong 2 robot vệ sĩ quan trọng của Akamashi, Yuna cũng được chế tạo dưới hình hài của một cô bé và có gương mặt giống Ana. Trái với tính cách Ana, Yuna trầm tính, rụt rè và nhút nhát hơn hẳn, nhưng không có nghĩa cô bé sẽ không làm hại được ai. Yuna thường dùng tên lửa và súng ống. Yuna cũng hay được tiến sĩ Akamashi dùng để truyền đạt lời nói của mình nhưng ít hơn Ana. Yuna là người em trong cặp song sinh robot.
Cecilia (セシリア Seshiria)
Lồng tiếng bởi: Megumi Toyoguchi (tiếng Nhật), Wendy Powell (tiếng Việt)
Là mụ phù thủy độc ác, Cecilia đã giết hại toàn bộ dân làng của Falis, biến hoàng tử Kaito thành chiến binh bóng tối. Sau cùng, Cecilia đã bị Falis giết chết. Cecilia dùng một vũ khí giống cái chày có thể phóng ra sấm sét, chỉ vì muốn thử sức mạnh của vũ khí đó mà Cecilia đã giết hại không biết bao nhiêu người.
Hoàng tử Kaito trong vai Kị Sĩ Áo Đen (黒い騎士 Kuroi Kishi)
Lồng tiếng bởi: Daisuke Namikawa (tiếng Nhật), Patrick Seitz (tiếng Việt)
Hoàng tử của Forland, Kaito là anh trai của Alita. Từ khi lên 8 tuổi. Kaito đã tinh thông kiếm thuật và rất được lòng dân, anh cũng hết mực yêu thương cô em gái Alita của mình. Một lần tham dự cuộc đàm phán hòa bình với nước láng giềng phía tây của Forland, vương quốc của Grandel thì anh mất tích, không còn ai thấy Kaito từ đó. Một thời gian sau, Kaito đã trở lại Forland dưới bộ giáp đồ sộ với cái tên "Kị Sĩ Áo Đen".

## Âm nhạc
Phần âm nhạc do Fukuda Yasufumi sáng tác
Bài mở đầu chủ đề:
- "Hikari Sasuhou" (tạm dịch: Những tia sáng rực rỡ) (FK Metal ver.) do nhóm nhạc BACK-ON thực hiện.

 Bài kết thúc chủ đề:
- "Naked Flower" (tạm dịch: Bông hoa trần trụi) do ca sĩ Romi Paku thực hiện.

## Tập phim
| # | Tên gọi                    | Ngày chiếu          |
| --- | -------------------------- | ------------------- |
| |                            |                     |
| 1 | "Tanjō" (誕生)             | 28 tháng 3 năm 2007 |
| Tiến sĩ Akamashi khởi xướng một cuộc đảo chính ở vương quốc Forland, sát hại quốc vương xứ này với âm mưu soán vương vị. Trước khi băng hà, nhà vua đã căn dặn Alita hãy băng qua rừng Ereru đi qua biên giới của vương quốc, để dòng máu hoàng tộc cuối cùng còn được sống sót đồng thời tìm kiếm hoàng tử Kaito trở về dẹp loạn phản quân yên định ngôi vị. Nghe lời cha, Alita đã chạy trốn khỏi lâu đài cùng với 2 người lính hộ vệ. Tại khu rừng Ereru đầy nguy hiểm, cô đã gặp con quái vật gác rừng - Chitabagu. Quá kinh hãi, công chúa cố gắng chạy khỏi nó và vô tình chạy đến vách núi, ngay tại đó, cô đã gặp Falis, một kẻ săn tội phạm khét tiếng và cũng vô tình trượt chân khỏi vách núi và kéo theo Falis xuống. Giữa ranh giới sống chết ấy, linh hồn của Alita và Falis đã hoán đổi cho nhau. Falis thức dậy trong cơ thể công chúa và hơi hoảng hồn khi nhìn thấy cơ thể chính mình đang bất tỉnh, kịp trấn tỉnh trong tức khắc, cô đã giết chết Chitabagu khi nó lao vào tấn công nhóm. Chứng kiến được khả năng của Falis và đồng đội của cô, Alita đã cầu xin họ hãy cứu vương quốc Forland bằng bất cứ giá nào. Ban đầu Falis từ chối nhưng sau đã đồng ý khi Alita quyết lấy chính thân mình làm vật thế chấp. Cô và Falis trở lại lâu đài cùng với hai tên đồng sự là Dominikov và Pete, sau một hồi quyết chiến dữ dội cuối cùng Falis đã đánh bại Akamashi và hai con robot vệ sĩ của ông ta nhưng không kịp bắt họ lại vì Yuna bỗng trở nên hoảng loạn và đồng thời bắn một loạt tên lửa vào nhóm Falis rồi cùng Ana đưa Tiến sĩ Akamashi chạy thoát về căn cứ.                                                                          |                            |                     |
| 2 | "Taikan" (戴冠)            | 25 tháng 4 năm 2007 |
| Falis giờ là Alita, đã tống cổ đám phản loạn của Tiến sĩ Akamashi và hai Android, Ana và Yuna ra khỏi lâu đài của hoàng tộc Forland trong cảnh hoang tàn, đổ nát. Alita thật thì đang trong cơ thể Falis, phải giả danh cô cháu gái viên quản gia Jodu là Milano, người hầu gái và cũng là người bạn thân thiết từ nhỏ của Alita đã tình nguyện đóng giả công chúa mà bị quân phản loạn giết chết. Alita cùng Jodu chịu khó giúp đỡ Falis học hỏi về cách cư xử thích hợp của một nàng công chúa, cách ăn uống bằng nĩa và dao cùng cách mặc áo nịt ngực để chuẩn bị cho đại lễ đăng quang. Ngày hôm sau, Falis chính thức tới hoàng cung Alita làm lễ đăng quang và được trao vương miện Nữ hoàng Vương quốc Forland với một vài rắc rối nhỏ. Tuy nhiên, cuộc diễu hành lễ đăng quang đã bị náo động bởi kế hoạch phá rối bằng con quái vật do Tiến sĩ Akamashi triệu hồi. Falis ra tay chiến đấu và chẳng mấy chốc đã đánh bại con quái vật, đột nhiên cô nhìn thấy máu và trở nên mất kiểm soát rồi xông vào định giết một bé gái thì may thay Alita kịp thời ngăn được trong những phút cuối, nhờ đó mà khiến cho Falis trở lại bình thường. |                            |                     |
| 3 | "Kikan" (帰還)             | 30 tháng 5 năm 2007 |
| Falis vô tình làm vỡ con búp bê mà Milano thật đã tặng Alita làm quà, đối với Alita thì Milano vừa là người hầu gái tận tụy và cũng là người bạn thân thiết từ nhỏ đã tình nguyện đóng giả công chúa mà bị quân phản loạn giết chết ngay trong đêm đầu tiên của cuộc đảo chính. Tức thì, cả hai người lao vào một cuộc cãi vả lẫn nhau rồi bỏ đi. Falis đành trút cơn bực tức vào những con yêu tinh đang xâm nhập vào biên giới của Forland. Trong thời gian này, Akamashi, Ana, và Yuna đã bắt cóc Alita và thẩm vấn cô về danh tính thực sự của nàng công chúa và về "chìa khóa" nhưng Alita kiên quyết không tiết lộ bất cứ đều gì cho họ. Sau khi nhận được hung tin, Falis vội vàng chạy tới giải cứu Alita nhưng bị bọn bắt cóc ép buộc bỏ vũ khí xuống và phải chịu những đòn đánh bầm dập cả người, đến nỗi Falis gần như sắp chết. Đúng lúc đó, một tay kiếm sĩ ẩn danh nhảy vào hiện trường và giải cứu cả hai người cùng lúc. Trên đường trở về hoàng cung thì tay kiếm sĩ mới để lộ diện mạo thật là Hoàng tử Kaito, anh trai của Alita. |                            |                     |
| 4 | "Tsuihō" (追放)            | 27 tháng 6 năm 2007 |
| Kể từ khi hoàng tử Kaito đã trở lại và sẽ sớm đăng quang, Falis cùng đồng sự lên kế hoạch rời khỏi đây vào ngày hôm sau. Alita nói rằng mình rất cô đơn nếu phải rời xa Falis, nhưng cô nói với Falis sẽ trở lại một ngày nào đó khi đã tìm ra cách hoán đổi cơ thể một lần nữa. Sau đó vào buổi tối, Falis được một người phụ nữ đội mũ trùm đầu bí ẩn gọi đến và dẫn vào một căn phòng bí mật trong lâu đài, để lại thanh kiếm của mình phía sau một cách tình cờ. Người phụ nữ đó cho biết mình là một phù thủy với cái tên Cecilia đến đây chỉ với ước muốn sử dụng cơ thể của Alita của để mở căn phòng bí mật. Họ bắt đầu chiến đấu kịch liệt và rồi Alita cùng những người khác chạy đến giúp đỡ cô, không ngờ lại chạm trán tên Tiến sĩ Akamashi và hai robot vệ sĩ của ông ta. Đột nhiên tay Tiến sĩ bị một tên hiệp sĩ giáp đen đâm lén sau lưng và hai Android cũng bị đánh bại ngay tức thì. Cecilia quay trở lại tiếp tay thì bỗng mũ trùm đầu rơi xuống khiến cho Falis nhận ra ả ta là nữ phù thủy xưa kia đã giết hại dân làng và gia đình của cô. Falis lao vào tấn công nữ phù thủy trong cơn thịnh nộ thì bị tên hiệp sĩ giáp đen chặn lại và đánh gục cô ngay tức khắc rồi tiết lộ với tất cả quan khách mình chính là hoàng tử Kaito. Anh ta tuyên bố rằng Falis là công chúa giả mạo và những kẻ khác đều là kẻ phản loạn, đồng thời kêu gọi cả vương quốc chống lại họ. Cả bốn người bọn họ buộc phải chạy trốn khỏi vương quốc và Kaito đăng quang ngôi vua Forland rồi phát lệnh truy nã nhóm Alita. |                            |                     |
| 5 | "Shukumei" (宿命)          | 25 tháng 7 năm 2007 |
| Falis, Alita và những người bạn của họ đã trốn thoát thành công nhờ sự trợ giúp của một nhóm nghệ sĩ phiêu bạt. Khi mọi người dừng lại để nghỉ ngơi vào ban đêm, họ bắt đầu thảo luận về những sự kiện đằng sau tất cả mọi thứ đã xảy ra cho đến nay. Mọi chuyện dần hé lộ rằng nguyên nhân gốc rễ tất cả mọi chuyện đó chính là thứ công nghệ đã bị thất lạc gọi là Teoria, được giao phó cho hoàng tộc Forland sau khi thế giới cũ sụp đổ và được bảo vệ bởi một con dấu mà chỉ các thành viên nữ của hoàng tộc mới có thể mở ra được. Do đó, Dominikov, Pete, Ana và Yuna và tất cả những con quái vật nhân tạo khác đều được tạo ra từ thứ công nghệ đó. Tuy nhiên, họ đã sớm bị Kaito, Cecilia và quân đội Forland phục kích trên đường tháo chạy. Hai chị em robot song sinh đã cố gắng ngăn cản binh lính trong chốc lát nhưng đột nhiên lại hết đạn và pin. Pete và Dominikov đành phải lộ nguyên hình dạng cyborg thật của mình để cầm chân đám quân Forland cho mọi người thoát thân. Khi gần đến biên giới thì cả nhóm bị Kaito tấn công làm tất cả mọi người văng ra khỏi toa xe ngoại trừ Alita. Cô vội chạy vào rừng với một chiếc áo choàng và giữ thanh kiếm của Falis nhằm làm phân tâm Kaito. Trong khu rừng, Kaito định giết Alita nhưng dừng lại khi anh chợt nhận ra cái nhìn cương quyết, đầy mạnh mẽ của cô. Thật may mắn khi Falis kịp lấy lại ý thức và xông tới đả thương Kaito nhưng không thể giết anh ta vì đang bị thương nặng. Kaito bỏ trốn và ra lệnh rút quân. Falis nhận ra rằng cô và Alita không thể thoát khỏi số phận này mãi nữa và chỉ còn cách duy nhất là quay về chiến đấu để giành lại đất nước từ tay Kaito và Cecilia. |                            |                     |
| 6 | "Ketsui no kan" (決意の完) | 29 tháng 8 năm 2007 |
| Falis, Alita và mọi người quyết định trở về vương quốc để ngăn chặn Kaito sử dụng Teoria. Tuy nhiên, họ cũng quyết định sử dụng quyền năng của Teoria để hoán đổi cơ thể trở lại như cũ. Không may, Kaito đã đến phòng Teoria trước tiên, hạ gục Falis và bắt giữ Alita. Trước khi Kaito đã có thể hoàn toàn kích hoạt Teoria, Falis dần lấy lại ý thức và tấn công Kaito. Cecilia xông vào ngăn chặn Falis và hai người họ ác chiến dữ dội. Đúng lúc Cecilia sắp giết được Falis thì bị Falis phá hủy viên ngọc gắn trên ngực khiến Cecilia trông già đi và tan biến hoàn toàn. Kaito kích hoạt Teoria và gần như đánh bại Falis vào lúc này. Nhưng Falis đột nhiên hồi tỉnh và lao vào giáp chiến kịch liệt với Kaito trong trạng thái mất kiểm soát, gần như sắp giết được Kaito thì bỗng cô tự ngừng lại ở phút cuối cùng vì lợi ích của Alita. Sau đó, Falis bấm nút dừng Teoria, nhưng đó lại là biện pháp an toàn cuối cùng vì nếu ngừng Teoria thì sẽ làm Dominikov, Pete, Ana, Yuna và tất cả những con quái vật nhân tạo khác đều được tạo ra từ thứ công nghệ khoa học của thế giới cũ biến mất trước khi ngừng hoạt động. Falis hứa với Alita rằng cô ấy sẽ bảo vệ đất nước và tiếp tục tìm cách khác hoán đổi cơ thể của hai người họ trở lại như cũ. |                            |                     |

## Đón nhận
Trong phần phụ lục cuốn Manga: The Complete Guide (Manga: Hướng dẫn toàn tập) của Jason Thompson, tác giả ca ngợi kiểu "cách điệu, hình ảnh nghệ thuật dễ thương" của bộ Murder Princess, gọi đó là "điểm đặc trưng hay nhất của thể loại truyện tranh hành động phiêu lưu ngắn thuần túy.